# Somatyzacja
Somatyzacja – objaw lub zaburzenie z grupy nerwic. Charakteryzuje się obecnością dolegliwości sugerujących obecność choroby somatycznej (pozapsychiatrycznej) przy równoczesnym braku innych przesłanek chorobowych w badaniach laboratoryjnych, obrazowych i badaniu fizykalnym. W rzeczywistości są one wyrazem zaburzeń autonomicznego układu nerwowego, związanych z nieuświadomionym lękiem i napięciem.
Do dolegliwości somatyzacyjnych należą:
Objawy żołądkowo jelitowe:
- bóle brzucha,
- wymioty/nudności,
- uczucie przepełnienia
- ściskanie w gardle/gula w gardle, nieprzyjemny smak w ustach lub ekstremalnie obłożony język,
- częste biegunki lub wyciekanie płynnej treści z odbytu,

Objawy sercowo-naczyniowe:
- kołatania serca,
- kłucie/bóle w klatce piersiowej,
- duszność bez wysiłku,
- szumy w uszach,

Objawy moczowo-płciowe:
- Dyzuria lub skargi na częste oddawanie moczu,
- Nieprzyjemne doznania w okolicy genitalnej,
- Skargi na nietypowe lub nasilony wyciek z pochwy,

Objawy skórne i bólowe:
- omdlenia/zasłabnięcia,
- drżenie rąk,
- dolegliwości bólowe o nieznanym pochodzeniu,
- skargi na plamistość lub przebarwienia skóry,
- bóle kończyn i stawów,
- nieprzyjemne drętwienie lub uczucie mrowienia,

Zaburzenia somatyzacyjne mogą towarzyszyć innym zaburzeniom psychicznym: depresyjnym, psychotycznym, osobowości. Nierzadko występują u osób bez zaburzeń psychicznych np.: bóle brzucha przed egzaminem, omdlenia na pogrzebie.